# Villa Eichbuschweg

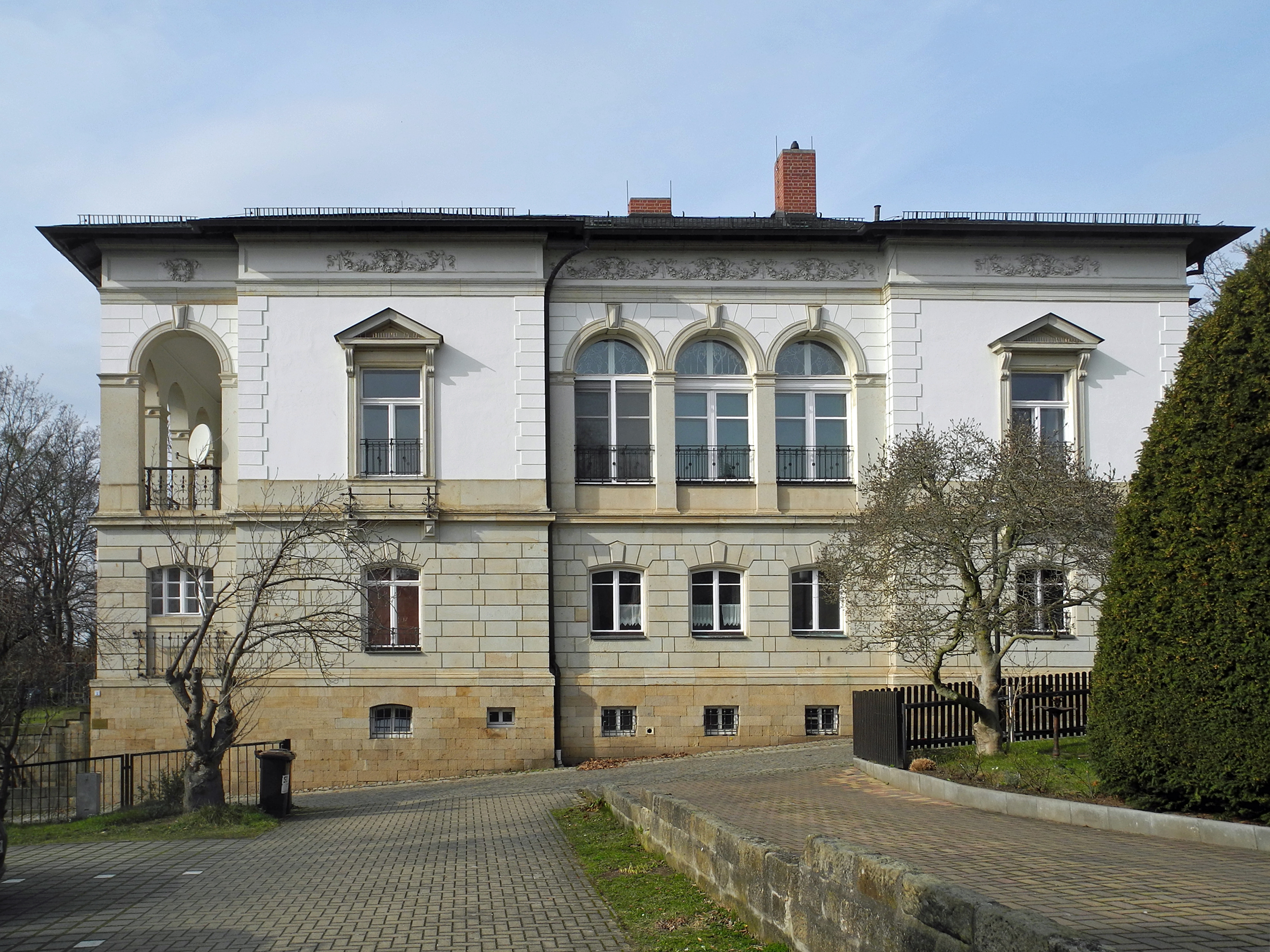
Italienische Villa in Hosterwitz, Eichbuschweg 7

Die Villa Eichbuschweg (auch Böhmesche Villa bzw. Haus Sonnenschein genannt) ist eine Villa in Dresden, Eichbuschweg 7 im Stadtteil Hosterwitz, die unter Denkmalschutz (ID-Nr. 09211111) steht.

## Geschichte
Der Partikulier Friedrich Krohn aus Dresden, An der Bürgerwiese 23 bzw. Ferdinandstraße 13, hatte 1861 Weinbergs- und Feldland in Hosterwitz unterhalb der Dresdner Straße gekauft, auf dem er 1862 mehrere Häuser errichten ließ: das Wohnhaus Dresdner Straße 52 und ein weiteres Wohnhaus mit Nebengebäuden (Kutscherhaus, Remise und Stall) am Gartenweg 22 (jetzt Eichbuschweg 5–7).
In den Jahren 1873/74 erfolgte ein grundlegender Umbau des Wohnhauses zu einer repräsentativen, zweigeschossigen Villa in Anlehnung an die italienische Renaissance. Der Architekt der Villa ist nicht bekannt, womöglich war es Heinrich Hermann Bothen (1814–1878), Otto Grahl (1839–1875) oder Woldemar Hermann (1807–1878).
Im Jahr 1895 erwarb der Dresdner Fabrikant Friedrich Ernst Böhme (1866–um 1905) das Grundstück mit der Villa. Er war Inhaber der 1892 gegründeten Firma E. Böhme, Gummi-, Treibriemen- und Asbestfabrikate in Dresden-A., Ferdinandstr. 13. Ab 1897 wurde die Villa als Sommerwohnung vom Ehepaar Friedrich Ernst Böhme und Frieda Böhme, geb. Böhm genutzt.
Nach dem Tod des Ehemanns wird als Eigentümer der Böhmeschen Villa die Witwe Frieda Böhme († 1940), Fabrik- und Hausbesitzerin, genannt.
In den 1930er Jahren war ihr Bruder, der Kunstmaler Richard Böhm aus Lauscha, mehrfach hier zu Gast. Er malte Hosterwitzer Personen und Landschaften.

## Artur Schniebs
Max Artur Schniebs (* 27. September 1883 in Alteibau; † 10. Februar 1942 in Hosterwitz) wohnte von 1921 bis 1942 zusammen mit der verwitweten Frieda Böhme in der Villa Eichbuschweg 7. Er absolvierte 1903 die Königliche Baugewerkenschule in Zittau, unternahm eine Studienreise durch den Balkan und Kleinasien und baute Industrieanlagen in Italien, Österreich und Osteuropa. Ab 1921 wirkte er fortan als Architekt und Baumeister in Hosterwitz.
Seine wichtigsten Arbeiten waren:
- Umbau der Gaststätte „Zum Kronprinz“ in Hosterwitz (1928)
- Doppelhäuser Hosterwitz, Dresdner Straße 7, 26–28 und 30–32 (1929–1930)
- Wohn- und Geschäftshaus Hosterwitz, Pillnitzer Landstraße 290 (1930)
- Entwurf des Kriegerdenkmals in Hosterwitz, Laubegaster Str. (1933)
- Einfamilienhäuser in Hosterwitz, Am Keppschloß und Keppgrund 7–13 (1935)
- Teilbebauungspläne für die Bebauung der Herbert-Barthel-Straße, Dresdner Straße, Van-Gogh-Straße, Am Keppschloß und Keppgrund

## Nutzung nach 1945
Nach dem Tod von Frieda Böhme und Artur Schniebs verkaufte die Erbengemeinschaft das Grundstück 1942 an die NS-Volkswohlfahrt e. V. Berlin.
Bereits Ende 1945 wurde hier vom Rat des Kreises Dresden ein Kinderheim für Waisenkinder (das sogenannte Haus Sonnenschein) eingerichtet, das bis 1990 bestand. Im Jahr 1991 wurde die Villa saniert. Das Grundstück wird weiterhin als Kinder- und Jugendheim für Sozialwaisen genutzt, wobei seit 2003 der Verbund Kinder- und Jugendheime, Jugendsozialwerk Nordhausen e. V. die Trägerschaft übernommen hat.

## Bau

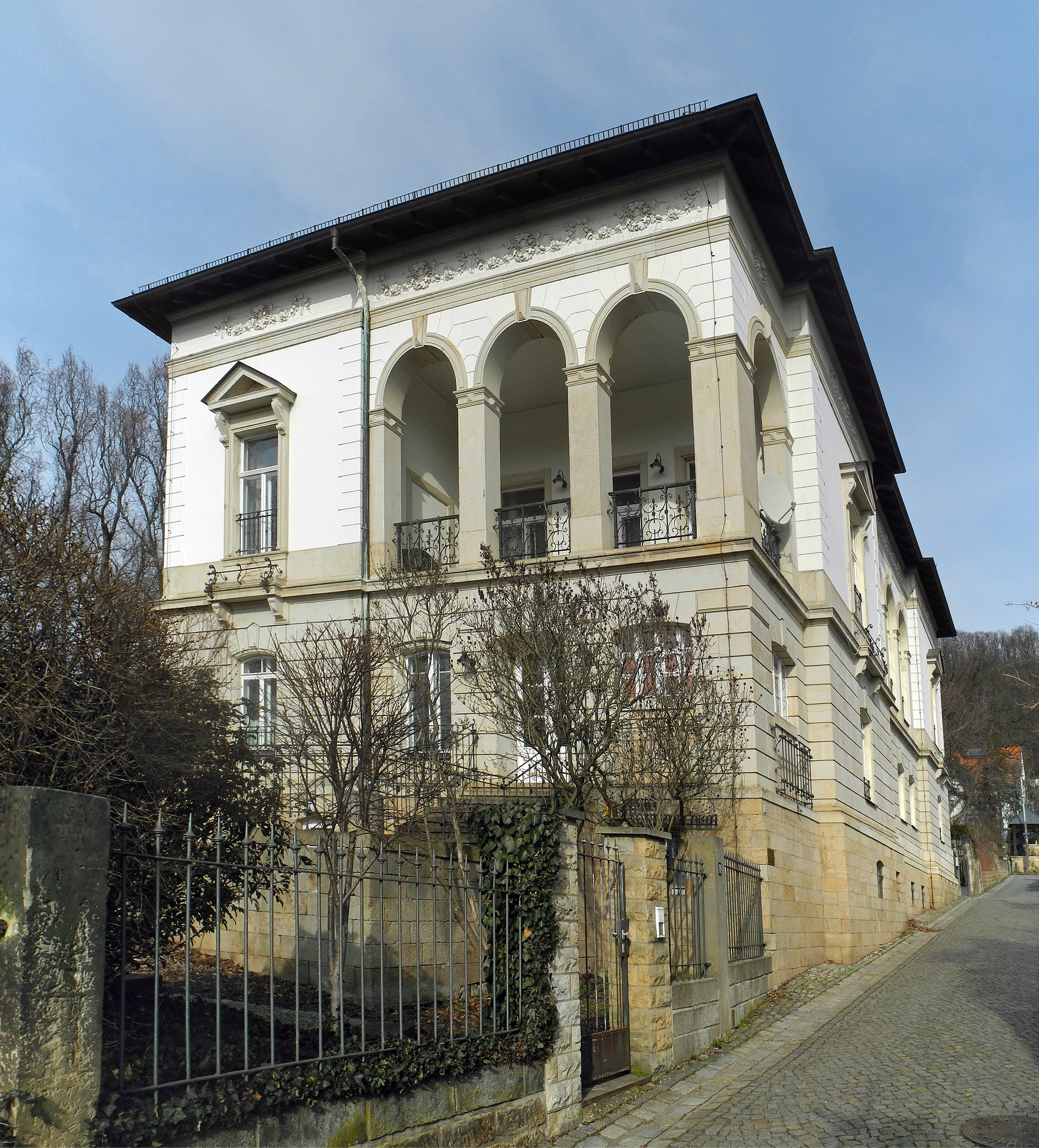
Blick in die Loggia der Villa

Laut Denkmaltext ist die Villa ein eindrucksvoller Bau der Dresdner Schule mit symmetrischer Ansicht zur Straßenseite, nach Süden offener Loggia und Fassaden mit reichen Schmuckverzierungen. Sie ist weithin sichtbar, da sie die umgebende Bebauung überragt, und eines der wenigen Solitärgebäude der Gegend, die das ursprüngliche Ortsbild prägten. Nach einem grundlegenden Umbau in den Jahren 1873/74 präsentiert sich der heutige Bau unter einem mit Schiefer gedeckten Walmdach als repräsentative Villa in Anlehnung an die italienische Renaissance. Über dem Naturstein-Kellergeschoss erheben sich ein Erdgeschoss aus Quadersteinen mit Segmentbogenfenstern und ein Piano nobile mit Rundbogenarkaden bzw. von Dreiecksgiebeln bekrönten Fenstern. Durch einen umlaufenden Fries aus Kränzen und Festons unterhalb der Traufe wird das Hauptgeschoss zusätzlich betont. Zum südlichen Garten öffnet sich das Gebäude mittels einer dreiachsigen Rundbogen-Loggia im Ober- und einer Freitreppe mit Podest im Erdgeschoss. Als Zeugnis großbürgerlich-repräsentativer Architektur am Ende des 19. Jahrhunderts ist die früher als Sommerhaus genutzte Villa baugeschichtlich, künstlerisch und städtebaulich bedeutend.

## Trivia
Ende 1908 ließ sich Frau Böhme auf dem Grundstück einen Schweinestall bauen. Sie begann mit einer Schweinezucht, was zu Belästigungen und Streit mit den Nachbarn führte und ihr den Spitznamen „Schweine-Böhme“ einbrachte.